# First Choice Cola
First Choice Cola is een Nederlands colamerk dat sinds 1996 op de markt is. Het is qua receptuur een afgeleide van het Amerikaanse merk R.C. Cola.
De producent benadrukt dat het ondanks de wat lagere prijs toch dezelfde smaak en kwaliteit zou hebben als de bekende merken. De slogan is dan ook if you can't taste the difference, why pay the difference! (Nederlands: als je het verschil niet kunt proeven, waarom zou je het verschil dan betalen).
First Choice Cola is verkrijgbaar in de varianten Regular, Zero, Light, Caffeine Free, Vanilla en Cherry. Het wordt gedistribueerd via inkoopvereniging Superunie. 